# Associazione Calcio Juniorcasale 1977-1978
Questa voce raccoglie le informazioni riguardanti l'Associazione Calcio Juniorcasale nelle competizioni ufficiali della stagione 1977-1978.

## Rosa
| N. |                   | Ruolo | Calciatore         |
| -- | ----------------- | ----- | ------------------ |
|    | Italia (bandiera) | P     | Roberto Anzolin    |
|    | Italia (bandiera) | P     | Stefano Bobbo      |
|    | Italia (bandiera) | D     | Alessandro Aimone  |
|    | Italia (bandiera) | D     | Renato Dainese     |
|    | Italia (bandiera) | D     | Attilio Fait       |
|    | Italia (bandiera) | D     | Giovanni Marella   |
|    | Italia (bandiera) | D     | Plinio Serena      |
|    | Italia (bandiera) | D     | Domenico Tunellero |
|    | Italia (bandiera) | C     | Aurelio Filippi    |
|    | Italia (bandiera) | C     | Claudio Legnani    |

| N. |                   | Ruolo | Calciatore             |
| -- | ----------------- | ----- | ---------------------- |
|    | Italia (bandiera) | C     | Francesco Della Monica |
|    | Italia (bandiera) | C     | Giuseppe Palladino     |
|    | Italia (bandiera) | C     | Ernesto Scorletti      |
|    | Italia (bandiera) | C     | Antonio Tormen         |
|    | Italia (bandiera) | A     | Tiziano Ascagni        |
|    | Italia (bandiera) | A     | Pierangelo Basili      |
|    | Italia (bandiera) | A     | Giuliano Bocchio       |
|    | Italia (bandiera) | A     | Giuseppe Fava          |
|    | Italia (bandiera) | A     | Maurizio Schincaglia   |